# Mysteriet i Sackville
Mysteriet i Sackville er en amerikansk stumfilm fra 1916 af Allan Dwan.

## Medvirkende
- Lillian Gish som Dorothy Raleigh.
- Spottiswoode Aitken som oberst Raleigh.
- Sam De Grasse som Forbes Stewart.
- Mary Alden.
- Seymour Hastings.